# Kleine Sommerwurz
Die Kleine Sommerwurz (Orobanche minor), auch Kleewürger genannt, ist eine Pflanzenart aus der Gattung der Sommerwurzen (Orobanche) innerhalb der Familie der Sommerwurzgewächse (Orobanchaceae).

## Beschreibung

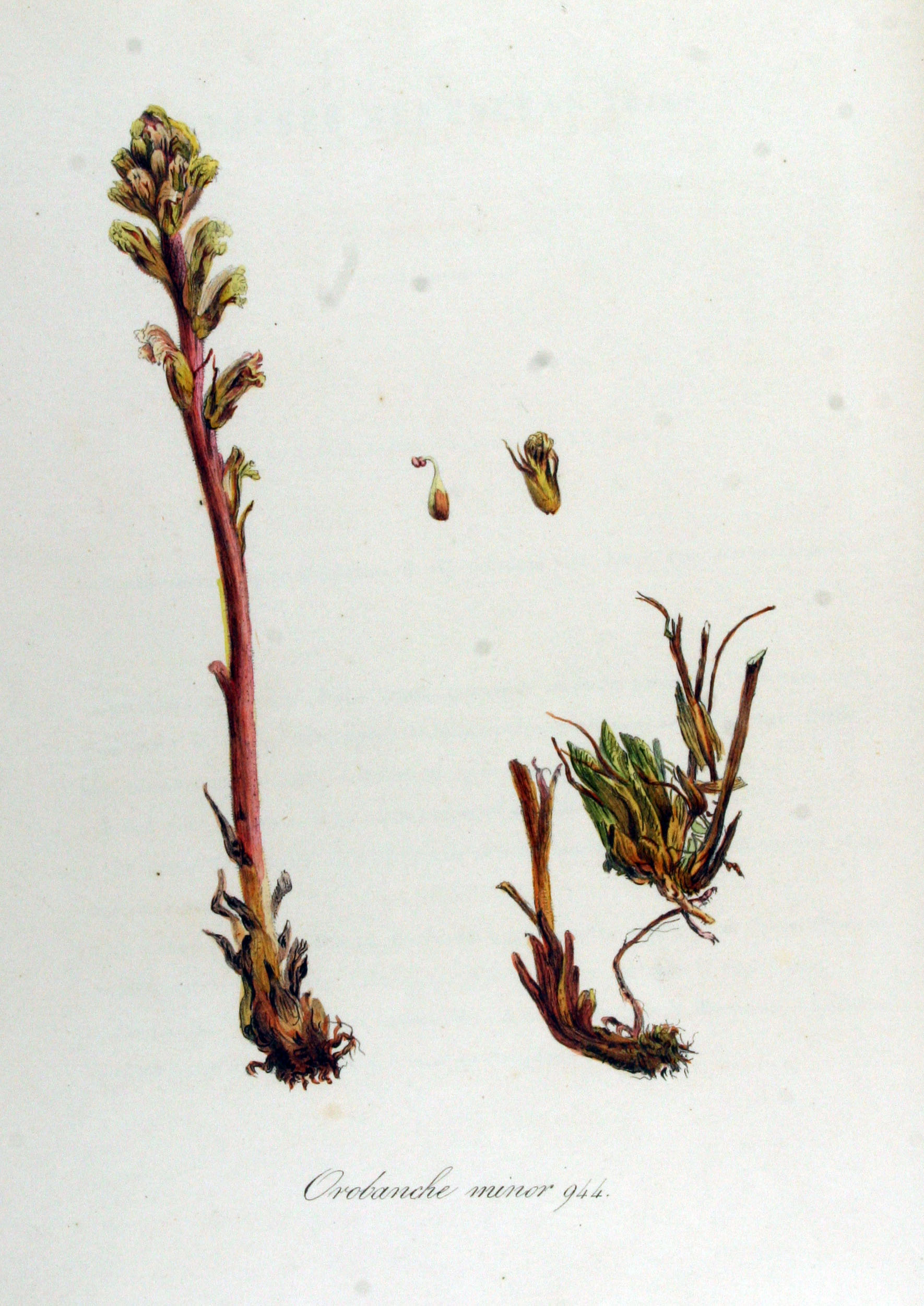
Illustration aus Flora Batava, Volume 12

Die Kleine Sommerwurz ist eine morphologisch vielgestaltige Art.

### Vegetative Merkmale
Die Kleine Sommerwurz ist eine einjährige bis mehrjährige krautige Pflanzen, die Wuchshöhen von 10 bis 50 Zentimetern erreicht. Der einfache, relativ schlanke Stängel ist rötlich-gelb bis violettpurpurfarben, wenig schuppig und drüsig.

### Generative Merkmale
Die Blütezeit reicht von Juni bis Juli. Die Blüten befinden sich in einem ährigen Blütenstand, der meist länger als restliche Stängel ist.
Die zwittrige Blüte ist zygomorph mit doppelter Blütenhülle. Die Krone ist bis zu 12, selten bis zu 16 Millimeter lang. Die Krone ist gelblich bis weiß mit violettfarbenen Nerven. Die Kronen-Oberlippe ist meist nicht zurückgeschlagen, vorgestreckt, mit hellen Drüsen. An der Oberlippe befinden sich zwei Kronzipfel, die gerade vorgestreckte Lappen besitzen. Die 2 bis 3 Millimeter oberhalb des Blütengrundes inserierten Staubfäden sind an ihrer Basis spärlich behaart und im oberen Bereich kahl oder nur mit vereinzelten Drüsenhaaren besetzt. Die Narbe ist bräunlich-violett.
Die Chromosomenzahl beträgt 2n = 38.

## Ökologie
Die Kleine Sommerwurz ist ein Vollschmarotzer, der meist auf Wiesen-Klee (Trifolium pratense) und dem Mittleren Klee (Trifolium medium), seltener auch auf Luzerne (Medicago sativa), Saat-Esparsette (Onobrychis viciifolia) und Serradella (Ornithopus sativus) parasitiert. Die Kleine Sommerwurz besitzt keine Chloroplasten und kann keine Photosynthese betreiben, sie ist daher vollständig auf die Ernährung durch ihre Wirte angewiesen (Holoparasit). Ihr schnelles Wachstum wird durch die in der Wurzelknolle gespeicherten Reservestoffe ermöglicht.

## Verwechslungsmöglichkeiten
Die Kleine Sommerwurz (Orobanche minor) kann leicht mit Kümmerexemplaren von Orobanche artemisiae-campestris verwechselt werden, jedoch ist Orobanche artemisiae-campestris in der Regel nicht an Klee-Arten zu finden.

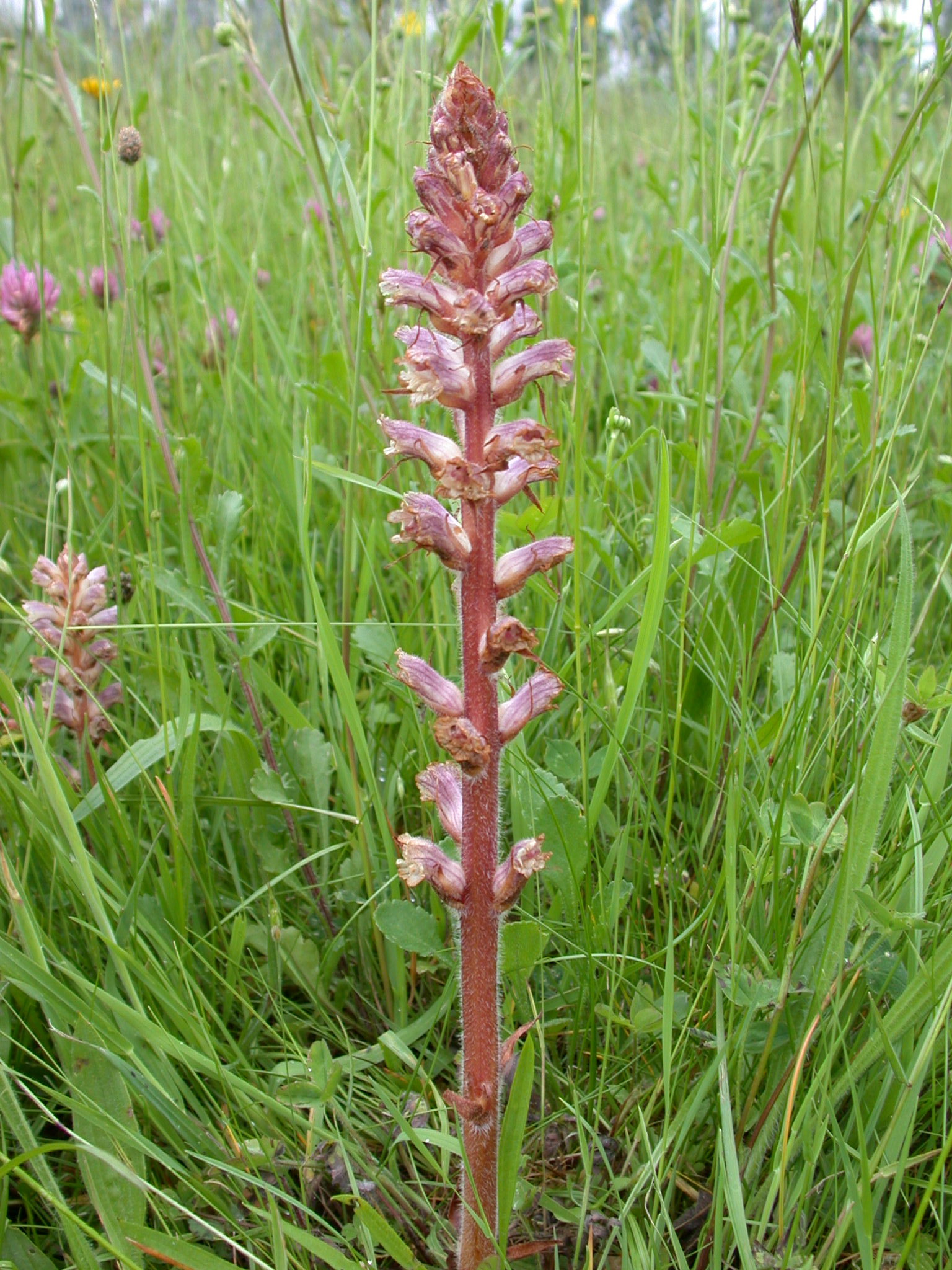
Habitus im Habitat

## Vorkommen
Orobanche minor ist in Europa, Westasien und Nordafrika verbreitet. Es gibt Fundortangaben für Makaronesien, Nordafrika, Äthiopien, Eritrea, Somalia, Süd-, Mittel- und Osteuropa, Großbritannien, Westasien und den Kaukasusraum. In Deutschland und anderen mitteleuropäischen Ländern gilt Orobanche minor bestandsgefährdet. Auf den Azoren, in Costa Rica, Kolumbien und in Chile ist die Art ein Neophyt.
Die Kleine Sommerwurz wächst auf Frischwiesen, an Straßen- und Wegesrändern, auf Ackerbrachen und in Kleefeldern vor allem in niederen, warmen Lagen, aber auch in Höhenlagen bis zu 800 Metern. Meist sind die Böden frisch, basen- und nährstoffreich. Sie kommt in Mitteleuropa in Pflanzengesellschaften der Ordnung Arrhenatheretalia vor.
Die ökologischen Zeigerwerte nach Landolt et al. 2010 sind in der Schweiz: Feuchtezahl F = 2+ (frisch), Lichtzahl L = 4 (hell), Reaktionszahl R = 4 (neutral bis basisch), Temperaturzahl T = 4+ (warm-kollin), Nährstoffzahl N = 3 (mäßig nährstoffarm bis mäßig nährstoffreich), Kontinentalitätszahl K = 2 (subozeanisch).

## Taxonomie
Die Erstveröffentlichung von Orobanche minor erfolgte 1797 durch James Edward Smith und James Sowerby in Engl. bot., Volume 6, Tafel 422.
Synonyme für Orobanche minor Sm. sind u. a. Orobanche bovei Reut., Orobanche grisebachii Reut., Orobanche salisii Reut., Orobanche unicolor Boreau, Orobanche minor subsp. bovei (Reut.) J.A.Guim., Orobanche minor subsp. grisebachii (Reut.) Nyman, Orobanche minor subsp. salisii (Reut.) Rouy, Orobanche minor subsp. unicolor (Boreau) Rouy.